# Чалошево
Чалошево (мкд. Чалошево) је насеље у Северној Македонији, у средишњем делу државе. Чалошево је насеље у оквиру општине Велес.

## Географија
Чалошево је смештено у средишњем делу Северне Македоније. Од најближег града, Велеса, село је удаљено 5 km северно.
Село Чалошево се налази у историјској области Повардарје. Село је између леве обале Вардара на западу и Овчег поља на истоку, на приближно 260 метара надморске висине.
Површина сеоског атара простире се на површини од 6,3 km², од чега 4,1 km² отпада на обрадиво земљиште, а 1,4 km² на пашњаке.
Месна клима је измењена континентална са значајним утицајем Егејског мора (жарка лета).

## Становништво
Чалошево је према последњем попису из 2002. године имало 210 становника.
Већинско становништво у насељу су етнички Македонци (98%), а остатак су махом Срби. До почетка 20. века Турци су чини већину сеоског становништва, а потом су се спонтано иселили у матицу.
| Националност | Укупно       |
| Македонци    | 206 (98,10%) |
| Срби         | 3 (1,43%)    |
| остали       | 1 (0,48%)    |

Претежна вероисповест месног становништва је православље.